# Héctor Eduardo Castro
Héctor Eduardo Castro Jiménez (Guadalajara, Jalisco; 10 de febrero de 1976), más conocido como El Pirata Castro, es un exfutbolista mexicano que jugaba en la posición de defensa. Actualmente retirado. Como mencionó en entrevista el 5 de marzo de 2017, se está preparando para ser docente en artes visuales por la Universidad Tec Milenio Campus Guadalajara.

## Trayectoria
Debutó con el Club Deportivo Guadalajara el 2 de octubre de 1996 en un partido entre el Guadalajara y el Cruz Azul. Toda su carrera se ha desempeñado como defensa pero por un tiempo en Morelia se desempeñó como medio, surgió de las Fuerzas Básicas del Guadalajara y llegó al primer equipo en el invierno 1996. Fue campeón con las Chivas en la temporada Verano 1997.
En el Invierno 98 fue prestado a Chivas Tijuana para la final de Primera A que perdió el equipo fronterizo contra el Atlético Yucatán. Se ganó la titularidad para el Verano 99 y no la soltó hasta el Verano 2000, jugando regularmente como titular y siendo un hombre de la confianza del entrenador. Para el Invierno 2000 es contratado por el Club de Fútbol Monterrey en donde logró no solo tuvo su campaña más goleadora (3) sino fue pieza clave en el campeonato logrado en el Torneo Clausura 2003. Para el Apertura 2004 llega al Monarcas Morelia, luego sale a Chivas USA y regresó a México para el Clausura 2006 con Chivas Coras de la Primera división 'A' mexicana, teniendo participación también con el primer equipo. Para el Apertura 2006 pasa a las filas del León AC de la división de ascenso y es nuevamente contratado por el Club Deportivo Guadalajara para la temporada Apertura 2007, jugando en su filial el Club Deportivo Tapatío.
Fue enviado al Querétaro Fútbol Club, que entonces estaba en Primera A y en la final de ascenso colaboró para regresar a Primera División de México. Jugó otro año en el máximo circuito y fue relegado al Querétaro Fútbol Club Sub-20, para luego tener un último torneo con los Leones Negros de la Universidad de Guadalajara durante el Apertura 2010 antes de retirarse cuando la directiva tapatía le dio de baja no se ha cansado de correr, luego del retiro se le ha visto jugando en la Liga Indoor con Chivas, en juegos de veteranos y este año, en el torneo semi-profesional de los Tres Soles en León, con el Deportivo Oro. También pasó por la Segunda División como Auxiliar Técnico de los Vaqueros de Ameca.
En aquella final que perdió con Chivas Tijuana el otro refuerzo del primer equipo fue Manuel Ríos. En ese equipo estaba dando sus primeros pasos un muchachillo llamado Carlos Salcido.
Junto a Paulo Cesar Chávez tuvo que demandar a la vieja Promotora del Guadalajara, para recuperar su dinero del pase a Monterrey.
En Primera División marcó 12 goles, más de la mitad (7) en Monterrey.

### Clubes
| Club                       | País           | Año           | Partidos | Anotado | Media |
| -------------------------- | -------------- | ------------- | -------- | ------- | ----- |
| C.D Guadalajara            | México         | 1996 - 2000   | 120      | 2       | 0.02  |
| Chivas Tijuana (Cárnet)    | México         | 1998          | 2        | 0       | 0     |
| C.F. Monterrey             | México         | 2000 - 2004   | 135      | 7       | 0.05  |
| Monarcas Morelia           | México         | 2004 - 2005   | 36       | 3       | 0.08  |
| Chivas USA                 | Estados Unidos | 2005          | 12       | 1       | 0.08  |
| C.D. Guadalajara           | México         | 2006          | 4        | 0       | 0     |
| Chivas Coras               | México         | 2006          | 7        | 0       | 0     |
| Club León                  | México         | 2006 - 2007   | 23       | 3       | 0.13  |
| C.D. Tapatío               | México         | 2007 - 2008   | 27       | 1       | 0.04  |
| Querétaro F.C.             | México         | 2008 - 2010   | 62       | 0       | 0     |
| Universidad de Guadalajara | México         | 2010 - 2011   | 7        | 0       | 0     |
| Total carrera              | Total carrera  | Total carrera | 435      | 17      | 0.04  |

## Estadísticas

### Clubes[1]
| C.D. Guadalajara · México |               |               |     |      |    |   |   |     |     |    |
| 1.ª | 1996-97       | 9             | 0   | 3    | 0  | - | - | 12  | 0   |    |
| 1.ª | 1997-98       | 24            | 1   | 1(3) | 0  | 6 | 0 | 31  | 1   |    |
| 1.ª | 1998-99       | 33            | 1   | 2    | 0  | - | - | 35  | 1   |    |
| 1.ª | 1999-00       | 38            | 0   | 4    | 0  | - | - | 42  | 0   |    |
| 1.ª | 2006          | 4             | 0   | 0    | 0  | - | - | 4   | 0   |    |
| Total club | Total club    | 108           | 2   | 10   | 0  | 6 | 0 | 124 | 2   |    |
| Chivas Tijuana · México |               |               |     |      |    |   |   |     |     |    |
| 2.ª | 1998          | 2             | 0   | -    | -  | - | - | 2   | 0   |    |
| Total club | Total club    | 2             | 0   | -    | -  | - | - | 2   | 0   |    |
| C.F. Monterrey · México |               |               |     |      |    |   |   |     |     |    |
| 1.ª | 2000-01       | 36            | 1   | -    | -  | - | - | 36  | 1   |    |
| 1.ª | 2001-02       | 30            | 0   | -    | -  | - | - | 30  | 0   |    |
| 1.ª | 2002-03       | 35            | 3   | -    | -  | - | - | 35  | 3   |    |
| 1.ª | 2003-04       | 34            | 3   | -    | -  | - | - | 34  | 3   |    |
| Total club | Total club    | 135           | 7   | -    | -  | - | - | 135 | 7   |    |
| Monarcas Morelia · México |               |               |     |      |    |   |   |     |     |    |
| 1.ª | 2004-05       | 36            | 3   | -    | -  | - | - | 36  | 3   |    |
| Total club | Total club    | 36            | 3   | -    | -  | - | - | 36  | 3   |    |
| C.D. Chivas USA Estados Unidos |               |               |     |      |    |   |   |     |     |    |
| 1.ª | 2005          | 12            | 1   | -    | -  | - | - | 12  | 1   |    |
| Total club | Total club    | 12            | 1   | -    | -  | - | - | 12  | 1   |    |
| Chivas Coras · México |               |               |     |      |    |   |   |     |     |    |
| 2.ª | 2006          | 7             | 0   | -    | -  | - | - | 7   | 0   |    |
| Total club | Total club    | 7             | 0   | -    | -  | - | - | 7   | 0   |    |
| León A.C. · México |               |               |     |      |    |   |   |     |     |    |
| 2.ª | 2006-07       | 23            | 3   | -    | -  | - | - | 23  | 3   |    |
| Total club | Total club    | 23            | 3   | -    | -  | - | - | 23  | 3   |    |
| C.D. Tapatío · México |               |               |     |      |    |   |   |     |     |    |
| 2.ª | 2007-08       | 27            | 1   | -    | -  | - | - | 27  | 1   |    |
| Total club | Total club    | 27            | 1   | -    | -  | - | - | 27  | 1   |    |
| Querétaro F.C. · México |               |               |     |      |    |   |   |     |     |    |
| 2.ª | 2008-09       | 39            | 0   | -    | -  | - | - | 39  | 0   |    |
| 1.ª | 2009-10       | 23            | 0   | -    | -  | - | - | 23  | 0   |    |
| Total club | Total club    | 62            | 0   | -    | -  | - | - | 62  | 0   |    |
| Universidad de Guadalajara · México |               |               |     |      |    |   |   |     |     |    |
| 2.ª | 2010          | 7             | 0   | -    | -  | - | - | 7   | 0   |    |
| Total club | Total club    | 7             | 0   | -    | -  | - | - | 7   | 0   |    |
| Total carrera | Total carrera | Total carrera | 419 | 17   | 10 | 0 | 6 | 0   | 435 | 17 |
| (1) Incluye datos de la Copa México, Pre Pre Libertadores (1998 y 1999) e InterLiga (2006). (2) Incluye datos de la Pre Libertadores (1998) y Copa Libertadores (1998). (3) 3 Jugó el partido único entre América y Guadalajara, realizado en el Estadio Azteca para determinar el orden de enfrentamientos entre los clubes mexicanos y los venezolanos, esto luego del rechazo de Cruz Azul y Atlante a participar en un cuadrangular eliminatorio para los clubes mexicanos. |               |               |     |      |    |   |   |     |     |    |

## Palmarés

### Campeonatos nacionales
| Título                  | Club              | País   | Año  |
| ----------------------- | ----------------- | ------ | ---- |
| Torneo Verano           | C. D. Guadalajara | México | 1997 |
| Torneo Clausura         | C.F. Monterrey    | México | 2003 |
| Torneo Apertura Ascenso | Querétaro F.C.    | México | 2008 |
| Campeón de Ascenso      | Querétaro F.C.    | México | 2009 |

## Relacionados
- Paulo César Chávez
- Sergio Pacheco
- Alfredo Toxqui
- Camilo Romero
- Noe Zárate
- Claudio Suárez
- Juan Antonio Torres